# Volker Vogeler
Volker Vogeler (* 27. Juni 1930 in Bad Polzin; † 16. April 2005 in Hamburg) war ein deutscher Regisseur und Drehbuchautor.

## Biografie
Vogeler legte 1951 in Dresden sein Abitur ab und arbeitete anschließend in verschiedenen Berufen unter anderem als Landarbeiter. Später studierte er an der Humboldt-Universität in Berlin und anschließend an der Universität Göttingen Philosophie, Geschichte und Germanistik. Von 1956 bis 1958 war er am Deutschen Institut für Film und Fernsehen in München tätig, bevor er wieder in unterschiedlichen Berufen Arbeit fand, zum Beispiel im Bergbau und als Holzfäller. Später machte er sich als Drehbuchautor und als Regisseur von Industriefilmen, Reportagen und als Fernsehregisseur einen Namen.
Sein Fernsehfilmdebüt gab er 1967 mit Das Bild. Nach 1967 folgten viele weitere Filme und Folgen von Krimi-Serien wie an die 200 Drehbücher zu Der Alte. 1971 gründete er mit anderen Autorenfilmern des Neuen Deutschen Films den Filmverlag der Autoren. Volker Vogeler starb am 16. April 2005 in Hamburg.

## Auszeichnungen
- 1971: Jaider – der einsame Jäger – Bundesfilmpreis und Teilnahme am Wettbewerb der Berlinale 1971

## Filme
- 1967: Das Bild
- 1968: Mijnheer hat lauter Töchter
- 1969: Der Bettenstudent oder: Was mach’ ich mit den Mädchen?
- 1970: Tanker
- 1971: Jaider – der einsame Jäger
- 1973: Verflucht dies Amerika
- 1974: Output
- 1975: Das Tal der tanzenden Witwen
- 1977: Die Straße
- 1978: Zwei Tore zum Hof
- 1979: St. Pauli-Landungsbrücken (Fernsehserie, eine Folge)
- 1979: Alte Kameraden (Fernsehserie, Der Alte)
- 1980: Luftwaffenhelfer
- 1981: Jonny Granat
- 1980: Tatort – Wat Recht is, mutt Recht bliewen
- 1983: Ein Kriegsende
- 1984: Al Kruger
- 1984: Zielscheiben
- 1999: Kein Weg zurück